# Dapitan

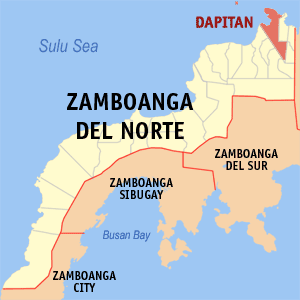
Dapitan Citys läge i Zamboanga del Norte

Dapitan City är en stad i Filippinerna. Den ligger i provinsen Zamboanga del Norte som är belägen i regionen Zamboangahalvön på ön Mindanao och har 68 178 invånare (folkräkning 1 maj 2000).
Staden är indelad i 50 smådistrikt, barangayer, varav 41 är klassificerade som landsbygdsdistrikt och 9 som tätortsdistrikt.
Mest känd är staden som den plats där Filippinernas nationalhjälte, författaren José Rizal, levde i inre exil 1892-1896. Rizals hem strax utanför Dapitan är idag ett museum.